# Pratimoksa
El Pratimokṣa (en sánscrito: प्रातिमोक्ष, romanizado: prātimokṣa) es una lista de reglas (contenidas en el vinaya) que rigen el comportamiento de los monjes budistas (monjes o bhikṣus y monjas o bhikṣuṇīs). Prati significa "hacia" y mokṣa significa "liberación" de la existencia cíclica (saṃsāra).
Se hizo costumbre recitar estas reglas una vez cada quince días en una reunión de la sangha. Existen varios códigos prātimokṣa, incluidos los contenidos en los vinayas Theravāda, Mahāsāṃghika, Mahīśāsaka, Dharmaguptaka, Sarvāstivāda y Mūlasarvāstivāda.Los textos pratimokṣa también pueden circular en pratimokṣa sūtras separados, que son extractos de sus respectivos vinayas.

## Descripción general
El Pratimokṣa pertenece al Vinaya de la doctrina budista y se considera la base misma del budismo. Sobre la base del Prātimokṣa, existen en el Budismo Mahayana dos conjuntos adicionales de votos: los votos del Bodhisattva y los votos Vajrayana. Si no se rompen estos dos conjuntos de votos, se considera que se trasladarán a vidas futuras.

## Textos
El Pratimokṣa es tradicionalmente una sección del Vinaya. El Theravada Vinaya se conserva en el Canon Pāli en el Vinaya Piṭaka. El Mūlasarvāstivāda Vinaya se conserva tanto en el canon budista tibetano en el Kangyur, en una edición china, como en un manuscrito sánscrito incompleto. Algunos otros textos completos del Vinaya se conservan en el canon budista chino (ver: Taishō Tripiṭaka), y estos incluyen:
- Mahīśāsaka Vinaya (T.1421)
- Mahāsāṃghika Vinaya (T.1425)
- Dharmaguptaka Vinaya (T.1428)
- Sarvāstivāda Vinaya (T.1435)
- Mūlasarvāstivāda Vinaya (T.1442)

## Pratimokṣa en las tradiciones budistas

### Budismo indio
Se sabe que la secta Dharmaguptaka rechazó la autoridad de las reglas Sarvāstivāda pratimokṣa con el argumento de que las enseñanzas originales del Buda se habían perdido.

### Budismo Theravada
El Patimokkha es el equivalente pali de Pratimokṣa (sánscrito). Le siguen los monjes del linaje Theravada (Tailandia, Sri Lanka, Myanmar, Camboya y Laos). Consta de 227 reglas para monjes completamente ordenados (bhikkhus) y 311 para monjas (bhikkhunis). El Patimokkha está contenido en el Suttavibhanga, una división del Vinaya Pitaka.

### Budismo de Asia Oriental
Las tradiciones budistas en el este de Asia suelen seguir el linaje Dharmaguptaka Vinaya del pratimokṣa. Se aplican, entre otras en  las siguientes tradiciones budistas:  
- Budismo chino
- Budismo en Vietnam
- Budismo coreano

Algunas tradiciones del Budismo en Japón y Corea también llevan a cabo la ordenación monástica completa, pero la mayoría no lo hacen así. En cambio, estas tradiciones tienen sacerdotes y monjes que adoptan los Preceptos del Bodhisattva en lugar de los tradicionales votos pratimokṣa.  

### Budismo tibetano
El pratimokṣa del linaje Mulasarvastivada que se sigue en el budismo tibetano se toma de por vida a menos que se rompa uno o más de los cuatro votos fundamentales. 
En el budismo tibetano, existen ocho tipos de votos Pratimokṣa.

#### Votos para los laicos
- Votos de ayuno ( Upavasa, nyungne) — 8 votos
- Votos del laico ( sct. Upāsaka y Upāsikā, genyen) — 5 votos

El pratimokṣa laico consta de cinco votos también conocidos  como los Cinco Śīlas:
1. Abstenerse de matar.
2. Abstenerse de robar.
3. Abstenerse de hablar falsamente.
4. Abstenerse de mantener conductas sexuales inapropiadas.
5. Abstenerse de consumir intoxicantes.

No se está obligado a hacer los cinco votos. Los comentarios describen siete tipos de seguidores laicos:
1. Prometiendo cumplir sólo un voto.
2. Prometiendo mantener ciertos votos.
3. Prometiendo conservar la mayoría de ellos.
4. Prometiendo quedarse con los cinco.
5. Manteniendo los cinco y prometiendo además mantener la conducta pura de evitar el contacto sexual.
6. Manteniendo los cinco, conducta pura y vistiendo túnicas con la promesa de comportarse como un monje o una monja.
7. Laico seguidor de mero refugio. Esta persona no puede cumplir los votos pero promete ir a refugiarse en las tres joyas hasta la muerte.

#### Votos para los monjes
1. Votos de los novicios (śrāmaṇera getsul; śrāmaṇerī, getsulma) — 36 votos
2. Votos de monja con ordenación completa (bhikṣuni, gelongma) — 364 votos
3. Votos completos del monje (bhikṣu, gelong) — 253 votos

Sólo los monjes y monjas de pleno derecho son considerados miembros de pleno derecho de la orden monástica budista. Un grupo de cuatro monjes completamente ordenados se considera una sangha. El prātimokṣa también dice cómo purificar las faltas, cómo resolver conflictos y cómo afrontar diversas situaciones que pueden suceder en la sangha.

### Budismo indio
- Prebish, Charles S. (1996). Buddhist monastic discipline : the Sanskrit Prātimoksạ Sūtras of the Mahāsāmg̣hikas and Mūlasarvāstivādins. Delhi: Motilal Banarsidass. ISBN 81-208-1339-1.

### Budismo tibetano
- Votos de novicio: comentario de Lama Mipham a las "Estrofas para un monje novicio" de Nagarjunas junto con "La esencia del océano de Vinaya" de Tsongkhapa ISBN 81-86470-15-8 (LTWA India)
- Votos completos de monje: "Consejos del Buda Sahkyamuni" de SS el decimocuarto Dalái Lama, ISBN 81-86470-07-7 (LTWA India)
- Explicación completa de los votos Pratimokṣa, Bodhisattva y Vajrayana: "Ética budista" (Tesoro del conocimiento: Libro cinco), Jamgon Kongtrul Lodro Taye, ISBN 1-55939-191-X, Publicaciones del León de las Nieves
- Ritos monásticos por Geshe Jampa Thegchok, Wisdom Books, ISBN 0-86171-237-4
- Ngari Panchen: Conducta perfecta: Determinación de los tres votos, Publicación de la Sabiduría, ISBN 0-86171-083-5 (Comentario sobre los tres conjuntos de votos de Dudjom Rinpoche)